# Panther (Wappentier)
Der heraldische Panther ist ein feuerspeiendes, meist schlankes Fabelwesen in der Wappenkunst. Er hat mit dem natürlichen Panther (schwarzer Leopard oder Jaguar) allerdings keine Gemeinsamkeiten. Er ist eine gemeine Figur.

## Gestaltung und Blason

Das Wappen der Stadt Graz: Ein Panther, dem Flammen aus allen Körperöffnungen schlagen

Eigentlich heißt das Wesen Pantier (Panthier), weitere Bezeichnungen sind Parder und Pantel, auch Panthertier. Er entstammt ursprünglich dem Physiologus, einem frühchristlichen Kompendium der Tiersymbolik, und symbolisiert in der europäischen heraldischen Tradition „starkes und unschlagbares Christentum“.
In der italienischen Heraldik wird er mit la dolce benannt, das heißt ‚die Süße‘, wegen des legendären „wohlriechenden süßen Atems“.

„Panthera: Der Panther schläft drei Tage, wenn er sich gesättigt hat. Dann erwacht er und erhebt seine Stimme, wobei zugleich ein überaus köstlicher Wohlgeruch seinem Mund entströmt. Und alle Tiere von nah und fern folgen seiner Stimme und dem Wohlgeruch und sammeln sich um ihn. Nur der Drache, der sein Feind ist, fürchtet sich und verbirgt sich. So stand Christus am dritten Tage vom Tode auf und sammelte um sich die Nahen und Fernen, das heist Juden und Heiden. Der Drache aber ist der Teufel, den er überwand.“

 Die Symbolik ist also durchaus friedvoll und beruft sich auf eine Mission mehr des Wortes als des Schwertes. Da im bayerisch-österreichischen Raum verbreitet, wird ein Zusammenhang mit der – vornehmlich irisch beeinflussten – fränkischen Bajuwaren-, dann bairischen Slawenmission des 7. bis 10. Jahrhunderts angenommen.
Der heraldische Panther wird in der Regel als ein Tier mit dem Unterkörper eines Löwen, Adlerklauen an den Füßen und mit einem gehörnten Drachenkopf dargestellt, auch ein Pferdekopf ist nicht unüblich. Immer aber ist er feuerspeiend, die Darstellung des Odems als Flamme steht in ikonographischer Nähe zur frühen Darstellung des Heiligen Geists. Manchmal schlägt das Feuer auch aus allen Körperöffnungen.

## Verwendung
Im steirischen Raum ist seine Darstellung beliebt – dort als Steirischer Panther silbern auf grünem Feld. Seinen Ursprung soll dieser im Karantanischen Panther haben, oftmals schwarz auf Silber. Auch im bayrischen Raum ist er häufig, etwa blau in Silber im Raum Oberbayern (für die Grafen von Ortenburg, eine Spanheimer Seitenlinie), oder rot in Silber für Niederbayern.

Wappen der Steiermark
Wappen des Freistaates Bayern (im dritten Feld)
Landkreis Passau: Wolf und Panther

### Wappen mit dem Panther
- silber in Grün: Steirischer Panther
- blau in Silber: Ortenburg

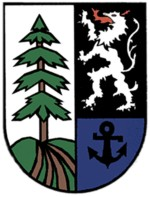
St. Aegyd am Neuwalde
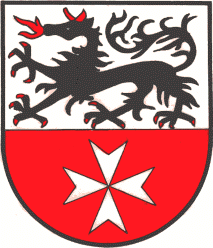
Altenmarkt bei Fürstenfeld
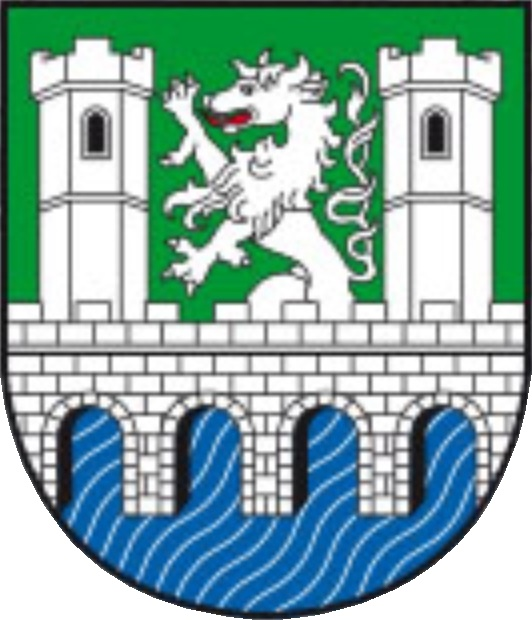
Bruck an der Mur
Enns
Fürstenfeld
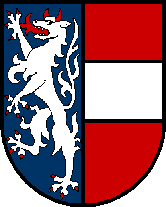
Garsten
Graz
Grassau
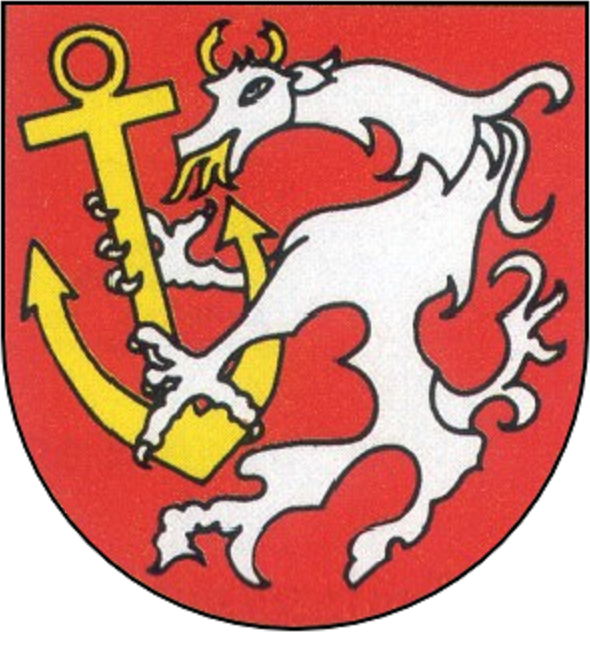
Hohenberg
Ingolstadt
Kainbach bei Graz: Löwe und Panther
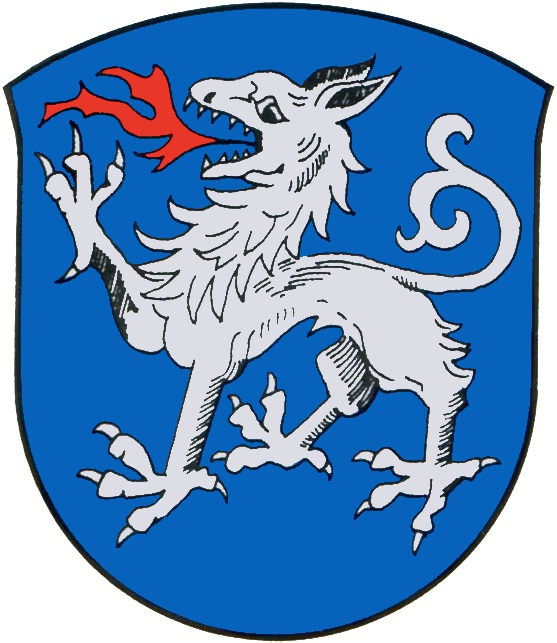
Bad Reichenhall-Karlstein
Kißlegg
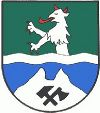
Landl
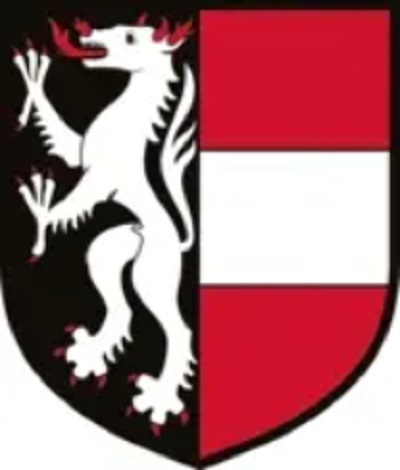
St. Leonhard am Forst
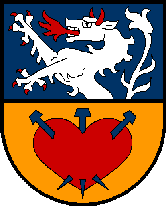
Losenstein
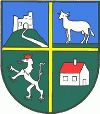
Mariahof
Mödling
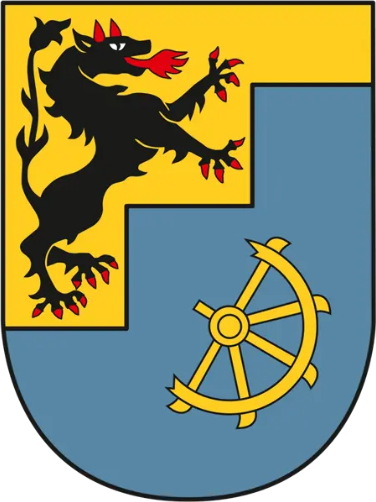
Mörschwang
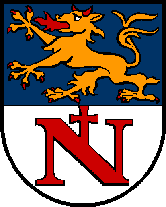
Neuhofen an der Krems
Pfarrkirchen
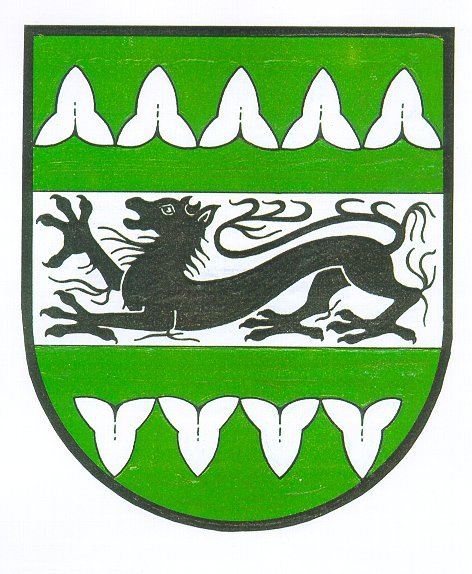
Radkersburg Umgebung
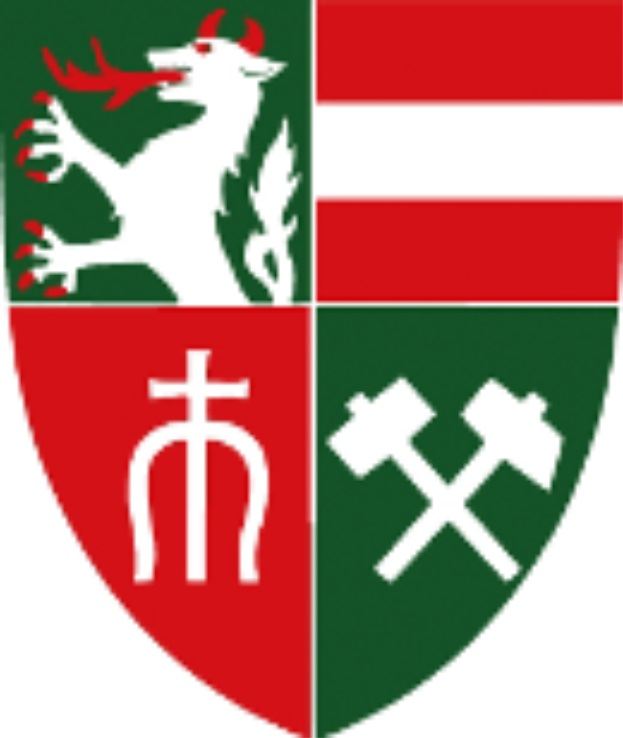
Reichenau an der Rax
Bad Reichenhall
Reichersbeuern
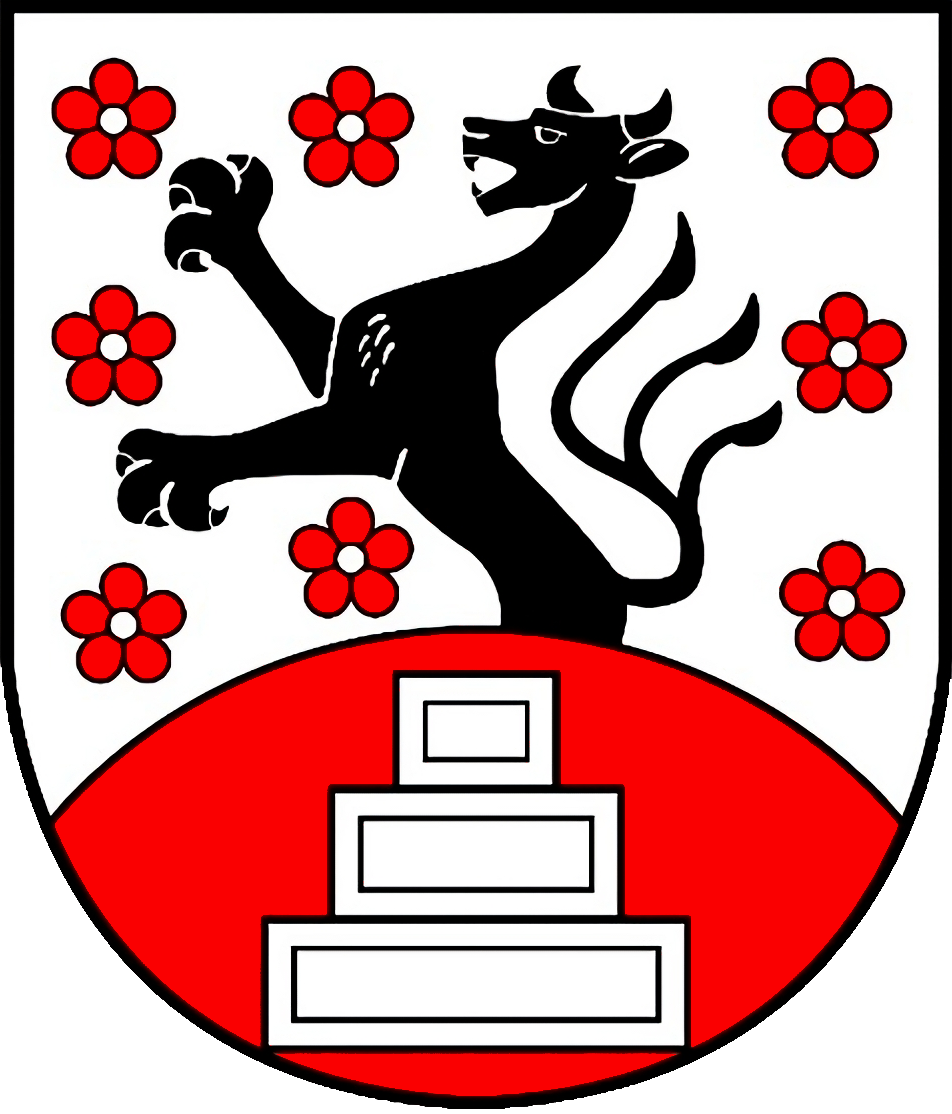
Stainach-Pürgg
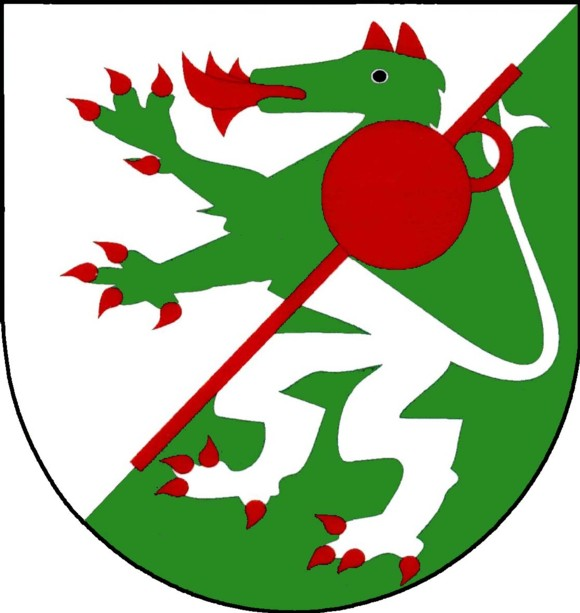
Starovice (Groß Steurowitz)
Steyr
Tiefenbach (bei Passau) in verwechselten Farben
Vilsbiburg
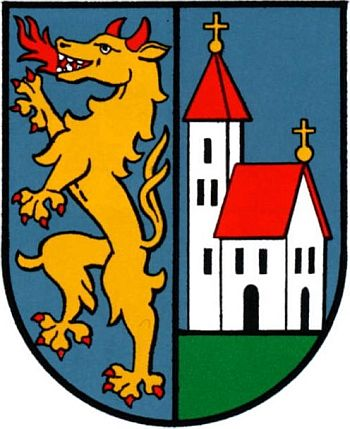
Waizenkirchen
Werndorf
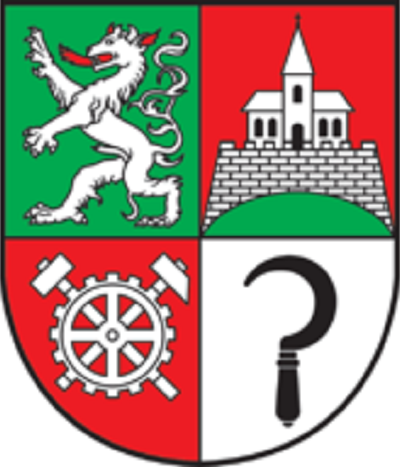
Wies
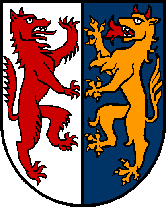
Wolfern: Wolf und Panther
Landkreis Rottal-Inn
Landkreis Traunstein

## Nachweise und Anmerkungen
- Václav Vok Filip: Einführung in die Heraldik. Franz Steiner Verlag, Stuttgart 2000, S. o.A.

1. 1 2  Im Landeswappen der Steiermark ist das als unsittlich abgekommen, die Stadt Graz hat aber wieder die ursprüngliche Darstellung gewählt, also Flammen auch aus Genitalien und Anus schlagend.
2. 1 2  Gert Oswald: Lexikon der Heraldik. VEB Bibliographisches Institut, Leipzig 1984.
3. ↑  So bei: Otto Posse: Die Siegel der Deutschen Kaiser und Könige. Wilhelm und Bertha v. Baensch Stiftung, Dresden 1913, Beilage: Wapen und Titeln Sr. Kaiserl. Königl. Apostol. Majest. Leopold des Zweyten, erwählten Römischen Kaisers, In Germanien, zu Ungarn und Böheim Königs, Erzherzoges zu Oesterreich etc. sammt deren heraldischer Beschreibung. Wien 1790. Abschnitt Heraldische Beschreibung des grossen Kaiserl. Königl. Erzherzogl. Wapenschildes oder Siegels., S. 246, Sp. 2 (Wikisource).
4. ↑  Distichon zu den Landeshandfeste, 1523. Zitiert nach Weblink Steiermark
5. ↑  The Greek Physiologus (Memento vom 24. September 2014 im Internet Archive)
6. ↑  „Der Panther in dieser Form ist ein Fabeltier mit Pferdekopf, Löwenmähne, Löwenschwanz, dicht bezottelten Hinterläufen, kurzen Stierhörnern und Klauen, das aus seinem Maul Feuer speit.“ Zitiert nach Weblink Steiermark